# 병속의 글월
병속의 글월: 사람은 얼마나 야릇한가, 말은 또 얼마나 야릇한가, 그리고 사람은 말로 무엇을 해야 하는가(The Message in the Bottle: How Queer Man is, How Queer Language is, and What One Has to Do with the Other)는 기호학에 관한 와커 퍼시(Walker Percy)의 에세이 모음으로서 1975년에 나왔다. 퍼시는 현대의 결론이라고 여겨지는 것을 눈여겨 보면서 시들어가는 두 이데올로기 곧 사람마다에게 자유와 책임을 안겨주는 유대-기독교 윤리와 사람을 환경속의 한낱 유기체로 줄잡아 그 자유를 벗겨내는 합리주의 과학 및 행동주의와의 사이에 중도적인 토대를 마련하고자 한다.

## 델타 요소
1975년 1월 《서던 리뷰》에 처음 발표된 델타 요소는 이 책을 뒤덮고 있는 주제를 밝힌다. 퍼시는 요즘 사람들이 20세기의 기술혁신과 그 어느 때보다 넉넉한 삶을 살면서도 왜 그토록 슬픈가를 물으면서 말을 이어간다. 더 꼬집어서, 사람은 왜 나쁜 상황에서 기뻐하고 좋은 상황에서 슬퍼하는가(그의 소설《마지막 신사》에서도 던진 물음)에 그는 눈을 돌린다. 넓게 자리잡은 이같은 슬픔은 현대사회가 두 시대 곧 천천히 저물어가는 근대와 밝아오고 있지만 아직 아주 밝지는 않은 신시대 사이에 끼어 있기 때문이라고 그는 믿고 있다. 퍼시에 따르면, 근대에 대한 인류학 이론은 "이제 들어맞지 않고 신시대에 대한 이론은 아직 알려지지 않았다."(7) 그러므로 퍼시는 사람에 관한 새로운 이론을 세우는 것이 자기가 해야 할 일이라고 보고, 짐승과 다른 사람다움인 말에 초점을 맞춘다. 《병속의 글월》은 사람들이 말과 글을 어떻게 쓰는가를 밝힘으로써 사람들의 야릇한 짓거리와 알 수 없는 슬픔을 밝히고자 한다.
사람에 관한 요즘 이론은 사람을 "켄타우로스(centaur) 몸통과 영혼을 아우른 한낱 괴물 ... 짐승과 다름없지만 그래도 아직 자유와 위엄과 개성과 마음 따위를 간직한 것"(9)으로 본다고 퍼시는 말한다. 그렇다면, 요즘 사람은 유대-기독교의 윤리 및 개인적 자유와 사람은 짐승과 다름없다거나 짐승과 다름없지만 그래도 얼마쯤 그 위에 있다고 믿는 과학적 행동주의가 서로 엇갈리는 존재다. 요즘 연구는 말이 참으로 어떻게 구실을 하는지, 사람들이 말과 글을 어떻게 써먹고 알아듣는지 하는 따위의 물음을 제대로 다루지 않고 있다. 퍼시는 이런 물음들을 언어학과 심리학 사이의 말하자면 주인없는 땅, 그의 말대로 "못알아본 땅"(17)으로 끌어낸다. 언어학은 말이 어떻게 쓰이는가를 다루고 심리학은 사람들이 말을 어떻게 받아들이는가를 다룬다.
퍼시의 언어이론인 델타 요소는 애니 설리반이 헬렌 켈러의 손에 물을 부으면서 물을 나타내는 글을 손바닥에 자꾸 써주는 동안 헬렌 켈러가 '물'이라는 낱말의 말하기와 쓰기를 배우는 실화의 맥락 속에 엮여 있다. 이같은 맥락의 행동주의적 읽기는 인과관계를 넌지시 가리킬 것이다. 다시 말해서, 켈러는 손바닥에 설리반의 글 쓰기 자극을 느끼고 그 반응으로서 말과 뜻 사이에 하나의 고리를 머리속에 만든다는 것이다. 그러나 이건 너무 얄팍한 읽기라고 퍼시는 말한다. 켈러는 물이라는 말(signifier)뿐만 아니라 바로 물이라는 것(referent)으로부터도 자극을 받았다. 이로써 물이라는 낱말과 물이라는 액체와 헬렌 켈러 사이에 삼각관계가 이루어지고, 그 속에서 각 모서리는 다른 두 모서리로 이어지므로, 이런 세모는 "더는 못줄인다"(40)고 퍼시는 말한다. 따라서 이같은 의미론 세모는 모든 사람들의 앎의 씨알이다. 이 델타 Δ가 사람의 마음 속으로 들어왔을 때--이것이 어쩌다 일어났든 신이 끼어들었든--사람은 비로소 사람다운 사람이 되었다는 것이다.
더욱, 델타 Δ에서, 세모의 각 모서리는 행동주의적 맥락을 뛰어넘는다. 다시 말해서, 헬렌 켈러는 서로 동떨어진 물이라는 낱말과 물이라는 액체를 짝지음으로써 환경속에 있는 한낱 유기체보다 더 나은 것이 된다. 마찬가지로, 물이라는 액체도 켈러가 그것을 물이라는 소리와 짝지음으로써 물이라는 액체 이상의 것이 되고, 물이라는 말도 물이라는 말의 소리 (그리고 물이라는 글의 그림) 이상이 된다. 이렇게 해서, "델타 요소는 새로운 세계를 낳고, 아마 거기에 이르는 새로운 길도 낳는다. 이같은 세계는 그저 유기체와 환경 만의 세계가 아니라 사람다움만큼 더욱 뚜렷하고 넓어지는 세계"(44)이고 종교와 과학이라고 하는 손쉬운 말들이 사람을 두 동강으로 갈라놓은 곳에서 델타 Δ는 사람을 한 덩어리로 만든다.

## 잘못으로서의 빗댄말
퍼시는 잘못 풀린 다섯 가지 빗댄말을 가지고 잘못으로서의 빗댄말(1958)을 엮어나간다. 이런 잘못 풀린 빗댄말들은 그러나 "알맞은 시적 경험 ... 더구나 그같은 잘못이 있기 전에는 정말 없었던 경험의 결과였다"(65)고 퍼시는 말한다. 퍼시가 보기에 빗댄말이란 어떤 것을 겉으로는 그것과 다른 어떤 것에 빗댐으로써 그것의 본질에 다가가는 길이다. 빗댄말은 존재론적 탐구의 도구가 된다.
그러나 그 동안의 연구들은 이것을 알아채지 못했는데, 그 까닭은 학자들이 효과가 있기도 하고 없기도 한 빗댄말에서 자기네 관점들을 추려내든가 (이것은 철학의 길이다) 시인 각자의 개별적인 효과에 초점을 맞추기 (이것은 문학비평의 길이다) 때문이다. 델타 요소에서 하듯, 퍼시는 이 두 극단 사이의 한가운데로 나아가고자 한다. 그러나, 그는 빗댄말이 온통 시적이기보다 과학적인 값어치가 있음을  밝힌다. 그는 빗댄말을 어떤 것의 실제적 존재방식을 나타내는 길로 본다.
잘못으로서의 빗댄말에는 두가지 특징이 있는 바, 빗댄말은 권위있게 주어져야 하고, 그 둘레에 미스테리의 느낌이 감돌아야 한다. 이처럼 빗댄말은 (권위있게 주어지므로) 옳고 (똑바른 말이 아니므로) 그르다.
퍼시는 사냥 여행중인 한 소년의 예를 드는데, 그 소년은 어떤 새를 보고 그것이 무엇이냐고 묻는다. 소년과 그의 아버지와 함께 가던 아프리칸-아메리칸이 그 새는 파란 달러라고 하자 소년은 매우 흥미있어 했는데, 아버지가 그 새는 사실은 파란 다터라고 바로잡아 준다. 파란 다터란 용어는 그 새가 무엇을 하고 무슨 색깔인지를 알려주겠지만, 파란 달러는 좀 신비로운 방식으로 그 새가 실제로 무엇인가를 나타낸다고 퍼시는 말한다. 소년은 그 새를 보았을 때 그것에 대한 주관적인 느낌--퍼시에 따르면 새에 대해서 "알아낸 본성"(72)--을 갖게 되었는데, 어떤 의미에서 파란 달러라는 잘못된 이름은 그 알아낸 본성의 핵심에 바로 다다른다는 것이다.
이렇게 해서 빗댄말은 과학이 되고 시가 된다. 그것은 일종의 주관적 과학이고 사람마다에게 보이는 대로의 세계의 존재론이다. 우리는 현실을 빗댄말을 통해서 알 수 있을 뿐이라고 퍼시는 말한다. 우리는 결코 세계를 있는 그대로 알 수 없다. "우리는 어떤 것을 다른 어떤 것과 나란하게 놓고 견줌으로써 그만큼 그것을 알고 그것에 다가갈 수 있을 뿐이다."(72) 그렇다면, 모든 언어와 모든 지능은 무릇 빗댄말 같은 것이다. 한 사람이 빗댄말을 지어내면, 그것을 듣는 사람들은 그것이 현실에 대한 자기들의 주관적인 앎--그들이 뚜렷이 느끼거나 느끼지 못하는 앎--과 같은 것이길 바란다.
퍼시에 의하면, 시인에게는 두가지 할일이 있다. 시인의 빗댄말 들은 실감나게 울려야 하는 바, 빗댄말은 듣는이와 함께 어울어질 수 있을 만큼 그리고 그것이 가리키는 것을 듣는이가 새롭게 알아챌 수 있을 만큼 알맞아야 한다. 시인은 우리가 이미 알고 있는 것을 가리키되 새로운 꼴로 그렇게 해야 한다. 이렇게 해서 시인은 듣는이들로 하여금 저마다 그들 스스로의 경험에 다가가도록 한다.
그러나 이러다가 빗댄말을 덮어놓고 쫓게 된다면, 퍼시는 이런 건 효과적일지라도 해롭다고 본다. 지은이와 듣는이가 빗댄말의 뜻을 같이 나누기 위해서는 권위와 의도가 반드시 앞서야 한다.

## 병속의 글월
병속의 글월(1959년)에서 퍼시는 정보를 두 부류 곧 지식과 소식로 나눈다. 이 에세이는 기억상실증 표류자라는 빗댄말을 둘러싸고 쓰이는데, 자기가 떠밀려온 섬 밖에는 다른 아무것도 기억하지 못하는 그 표류자는 섬 원주민과 새로운 삶을 시작한다. 표류자는 가끔 바닷가에서 "다음 물굽이에는 민물이 있다," "영국 사람들이 콘코드 쪽으로 오고 있다," 또는 "납은 330도에서 녹는다" 따위처럼 한 글월씩 담긴 병을 줍는다.
그 섬에는 여러 과학자들이 살고 있는데 그들은 이 글월들을 경험적 사실과 분석적 사실의 두 갈래로 나눈다. 그러나 독자에게 미치는 이 글월들의 영향을 감안하지 않는 이 분류가 표류자는 못마땅하다. 그래서 그는 지식과 소식의 두 갈래 분류를 내세운다. 지식은 과학과 심리학과 예술에 속한다. 쉽게 말해서, 지식이란 "누구든 어디서든 어느 때든 얻을 수 있는 것"(125)이다. 다른 한편, 소식이란 삶에 바로 곧 이어지는 것이다. 과학자들은 무엇보다 객관성에 빠져들기 때문에 이 두 가지의 다름을 깨달을 수 없다.
한가지 소식은 한가지 지식이 밝혀지듯이 밝혀지는 게 아니다. 지식은 경험적으로 밝힐 수 있지만 소식은 듣는이가 귀담아들은 다음에야 경험적으로 밝힐 수 있다. 그러나 표류자는 언제 소식을 귀담아듣고 언제 흘려 버려야 하는지를 먼저 판가름해야 한다. 퍼시는 한가지 소식을 받아들이는 세가지 조건을 내놓는다: (ㄱ) 듣는이의 입장과의 관련성, (ㄴ) 소식 전달자의 신뢰성, (ㄷ) 개연성 또는 가능성. 소식은 그 전달자에 많이 달려 있으므로 표류자가 주은 병속의 글월들은 그것들만으로 덮어놓고 믿을 만한 게 아니다. 표류자는 그것들을 쓴 사람에 대하여 무언가 알아야 한다.
현대사회가 안고 있는 문제는 너무 많은 사람들이 과학과 기술 분야의 지식을 쫓아가면서 정처없는 마음을 다스리겠다고 하는 것이다. 그들의 정처없는 마음은 그들이 외딴섬에서 헤매면서 바다 건너에서 소식이 오기를 기다리고 있기 때문이며 바로 이것이 그들이 안고 있는 진정한 문제라고 퍼시는 말한다.
퍼시는 소식과 지식 사이의 이같은 갈래를 세계가 기독교의 가르침을 어떻게 받아들여야 하는가라는 물음으로 끌어간다. 그런 가르침은 한가지 지식이 아니라 한가지 소식으로서 받아들여야 한다고 퍼시는 말한다. 퍼시에게 그런 가르침은 바다 건너 소식이다.

## 같이 보기
- 의미의 의미 (The Meaning of Meaning)
- 인지발달이론 (Theory of cognitive development)